# Угдан
Угда́н — село в Читинском районе Забайкальского края России. Административный центр сельского поселения «Угданское».

## География
Расположено на правом берегу реки Читы, в 16 км к северу от центральной части города Чита, на автодороге регионального значения Р436 Улан-Удэ — Романовка — Чита. В 1,5 км к югу от центра села проходит федеральная автомагистраль Р297 «Амур».

## История
Основано в начале XX века хоринскими бурятами рода хуацай, селившимися изначально в 4 местах: Дархита, Иксата, Лапочкино, Хулсата. Коренные жители вели кочевой образ жизни и занимались скотоводством. В 1925—1927 годах Угдан — центр Хоацайского хошуна, в 1927—1931 годах — центр Хоацайского национального района.
В 1918 году в улусе Лапочкино была открыта школа. В 1921 году Угданская начальная школа была переведена в улус Шерстнёвый, в 1935 году была открыта Угданская средняя школа. В 1926 году появились сельскохозяйственные артели «Урбижил», ТОЗ, «Хаглжнян», «Шэнэ байдал», в 1930 году — коммуна, в 1931 году — колхоз «Память Ленина», которому Михаил Калинин подарил трактор «Фордзон». В 1953 году колхоз был объединён с хозяйствами сёл Верх-Чита, Шишкино, Авдей, Подволок и Бургень. Колхоз с центром в Верх-Чите был назван именем В. И. Ленина. В 1954 году село вместе с хозяйствами сёл Каштак, Смоленка и Карповка вошло в колхоз «Красная звезда» с центром в Смоленке. В 1959 году колхоз им. Ленина и «Красная звезда» реорганизованы в овощемолочный совхоз «Верх-Читинский» с центром в Верх-Чите. В 1963 году Угдан стал отделением Угданского откормочного совхоза.
В 1991 году в 3 км к западу от села в местности Хурлэ-Добо по инициативе и на средства сельхозкооператива «Угданский» (при содействии Буддийской традиционной сангхи России) был основан Угданский дацан.

## Население
| 2002  | 2010  | 2012  | 2013  | 2014  | 2015  | 2016  |
| ----- | ----- | ----- | ----- | ----- | ----- | ----- |
| 926   | ↗1255 | ↘1235 | ↘1215 | ↗1229 | ↗1273 | ↗1331 |
| 2017  | 2018  | 2019  | 2020  | 2021  |       |       |
| ↘1317 | ↘1284 | ↗1300 | ↗1317 | ↗2008 |       |       |

Национальный состав
Согласно результатам переписи 2002 года, в национальной структуре населения буряты составляли 71 %, русские — 28 % из 926 человек.

## Предприятия и культура
В селе функционируют: дорожно-строительное управление, Читинский энергоучасток, крестьянско-фермерское хозяйство. Имеются средняя школа, детский сад, клуб, фельдшерско-акушерский пункт. В Угдане находится памятник в честь воинов-односельчан, погибших в Великой Отечественной войне. В 3 км западнее села расположен буддийский монастырь — Угданский дацан.